# 黒崎瞳
黒崎 瞳（くろさき ひとみ、1982年1月13日 - ）は、日本のフリーアナウンサー。NHKラジオセンター専属契約キャスター。

## 人物
富山県富山市出身。横浜国立大学教育人間科学部卒業後、2005年4月にNHK金沢放送局に契約キャスターとして入局。以降、2009年3月まで金沢、2009年4月から2013年3月までNHK広島放送局、2013年4月から2015年3月までNHK名古屋放送局で勤務。その後、2015年4月からNHKラジオセンターで契約キャスターを務めている。その後、Nらじのキャスターを担当。またプロフィールによると結婚、出産を経てとの記載がある。
樋田かおりが設立したトークナビに所属し、企業研修や就職活動の面接指導などを行っている。

## 担当番組

### NHK金沢放送局

#### テレビ
金沢放送局のウェブページからの情報である。
- かがのとしゅんしゅん便 - キャスター
- デジタル百万石 - キャスター

### NHK広島放送局

#### テレビ
- お好みワイドひろしま（2009年4月 - 2013年3月） - キャスター 隔週交代で担当[3][4]
- お元気ですか日本列島 - 中国地方キャスター

### NHK名古屋放送局

#### テレビ
- きんとく - キャスター
- ほっとイブニング（2013年4月 - 2015年3月） - キャスター[5][6]

### NHKラジオセンター
- 先読み!夕方ニュース（2015年3月30日 - 2018年3月30日・NHKラジオ第1） - キャスター[7]
- Nらじ（2018年4月2日 - 2019年11月22日、2020年3月16日 - 2024年3月29日 NHKラジオ第1） - キャスター[8][9]